# 埃灵斯豪森
埃灵斯豪森是德国黑森州的一个市镇。总面积45.43平方公里，总人口9144人，其中男性4488人，女性4656人（2011年12月31日），人口密度201人/平方公里。